# Царів, кровавих шинкарів…
«Царів, кровавих шинкарів…» — вірш Тараса Шевченка 1860 року, написаний у С.-Петербурзі.

## Написання
Джерелом тексту твору є список О. М. Лазаревського у «Більшій книжці». Дата в списку: «25 мая».
Вірш датується за списком та його місцем у «Більшій книжці» серед творів 1860 року: 25 травня 1860-го, та місцем написання — С.-Петербург. Первісний автограф вірша не відомий.

## Публікація
Вперше вірш надруковано в «Кобзарі з додатком споминок про Шевченка Костомарова і Микешина» 1876 року (Прага, стор. 238 — 239), де подано за «Більшою книжкою», під номером «II» й спільною для чотирьох віршів («Царям, всесвітнім шинкарям...», «Царів, кровавих шинкарів...», «Злоначинающих спини...», «Тим неситим очам...») назвою «Молитви». Рядок 8 виправлено: «Постав ти ангели свої».

## Сюжет
Твір є одним із трьох віршів-варіацій на ту саму тему, із спільною образно-композиційною структурою та стилістичним ладом: «Царям, всесвітнім шинкарям...», «Царів, кровавих шинкарів...», «Злоначинающих спини...».